# Tomáš Halík
Tomáš Halík (Praag, 1 juni 1948) is een Tsjechisch rooms-katholiek priester, filosoof en theoloog. Hij is hoogleraar aan de Karelsuniversiteit Praag en staat anno 2019 bekend als een van de meest toonaangevende rooms-katholieke denkers van het moment.

## Levensloop
Halík werd een aanhanger van het rooms-katholicisme toen hij 18 jaar oud was, onder invloed van schrijvers als Gilbert Keith Chesterton en Graham Greene.  Hij studeerde sociologie en filosofie aan de Karelsuniversiteit Praag. Jan Patočka was een van zijn leermeesters. Hij studeerde in 1968 korte tijd Engels aan de Universiteit van Wales in Bangor. De Russische inval in Tsjecho-Slowakije in augustus 1968 om een einde te maken aan de Praagse Lente kwam voor Halík als een totale verrassing. 
Halík keerde terug naar Praag. Tijdens zijn afstuderen in 1972 hield hij tijdens de diploma-uitreiking een speech die niet in de smaak viel bij het communistische regime. Hij werd uit het onderwijs geweerd en mocht geen wetenschappelijke functie vervullen. Halík werkte van 1972 tot 1975 als psychotherapeut en van 1975 tot 1984 voor het ministerie van Werkgelegenheid. Intussen studeerde hij theologie. In augustus 1978 werd hij in het geheim tot priester gewijd in het Oost-Duitse Erfurt. Hij groeide uit tot een naaste medewerker van kardinaal František Tomášek. Van 1984 tot 1990 werkte Halík met drugs- en alcoholverslaafden.
Na de Fluwelen revolutie in 1990 werd de democratie hersteld. Halík was een van de externe adviseurs van de Tsjechische president Václav Havel. Onder paus Johannes Paulus II was hij lid van de pauselijke Raad voor de dialoog met niet-gelovigen.
Halík werd in 1997 benoemd tot hoogleraar in de sociologie aan de Kareluniversiteit in Praag. Hij schreef tientallen boeken over het wezen van geloof en christendom. Ook bespreekt hij hierin onderwerpen als racisme, politieke en religieuze intolerantie, het proces van secularisatie en de Europese eenwording en integratie.  Zijn boeken leverde hem verschillende prijzen op, zoals de Templetonprijs in 2014. In 2016 ontving Halík een eredoctoraat van de Universiteit van Oxford. In 2020 werd de Comeniusprijs aan hem toegekend.
In de Praagse kerk waar hij voorgaat als pastor houdt Halík regelmatig gebedsdiensten samen met joden, boeddhisten en moslims. Hij is voorstander van het geregistreerd partnerschap (maar niet van een huwelijk tussen mensen van hetzelfde geslacht). Zijn standpunten op het terrein van migratie leverden hem zo wel lof als hoon op. In 2016 bekritiseerde hij zijn eigen kardinaal Dominik Duka die van president Miloš Zeman een hoge onderscheiding ontving. Zowel Duka als Zeman hadden zich zeer kritisch uitgelaten over de komst van vluchtelingen met een moslimachtergrond.